# Gomphochernes volkeri
Espèce
Gomphochernes volkeri est une espèce de pseudoscorpions de la famille des Chernetidae.

## Distribution
Cette espèce est endémique du département de Córdoba en Colombie. Elle se rencontre vers Tierralta.

## Description
Le mâle holotype mesure 2,3 mm, les mâles mesurent de 2,1 à 2,3 mm.

## Étymologie
Cette espèce est nommée en l'honneur de Volker Mahnert.

## Publication originale
- Bedoya-Roqueme, 2019 : « Pseudoscorpiones of the tribe Chemetini (Chemetidae) from the Colombian Caribbeannew species and an identification key. » Revista ibérica de aracnología, no 34, p. 21-40.